# Cratere Theon Senior

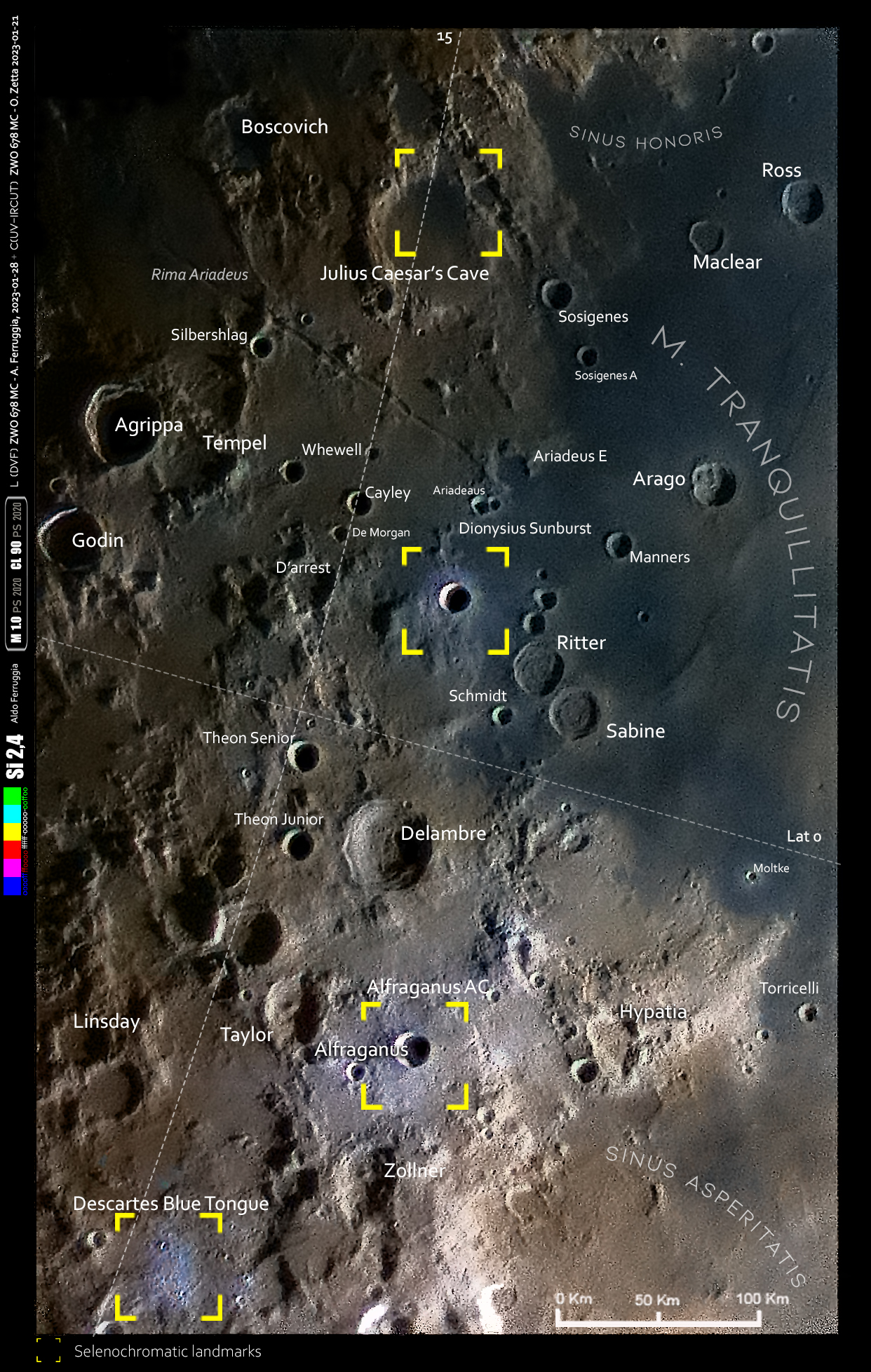
Il cratere con le strutture vicine in una Immagine Selenocromatica(Si)

Theon Senior è un cratere lunare di 18,02 km situato nella parte sud-orientale della faccia visibile della Luna.